# Wagner Love
Wagner Love ist eine vierköpfige deutsche Soul-Pop-Band aus Frankfurt am Main, die 2003 gegründet wurde.

## Bandgeschichte
Mitglieder sind Jacob Vetter (Gesang, Gitarre), die Brüder Ravel (Keyboards) und Marcel Meeth (Schlagzeug) sowie Tilmann Köllner (Bass). Zunächst traten sie unter dem Namen Rotari Klub auf, später haben sie sich nach dem brasilianischen Fußballspieler Vágner Love (derzeit Beşiktaş) benannt. Das Debütalbum Everything About erschien 2008.

## Stil
Die Musik verarbeitet Elemente von Pop, Soul und Disco und erinnert an Jamiroquai. Laut.de schreibt dazu: „Der Sound der Band hat längst einen besonderen, ganz eigenen Stil, der zwar aus Zitaten vergangener Musik-Jahrzehnte schöpft, doch niemals in reines Epigonentum abgleitet. … Eine Menge Stil und Klasse vergangener Jahrzehnte treffen zusammen: Angefangen von federnder Leichtigkeit der Marke Lou Rawls über funky Odyssey-Rhythmen bis hin zu jenem spezifischen Munich-Sound, der einst Silver Convention, Donna Summer und Boney M. zu weltweiten Charts-Erfolgen verhalf. Auch Isaac Hayes und die Disco-Ära der Bee Gees lassen grüßen.“ Produziert werden Wagner Love von Roland Spremberg, der bereits mit BAP, Wingenfelder oder Alphaville zusammenarbeitete.

## Bekanntheit
Wagner Love steht bei der EMI unter Vertrag und hatte mit ihrer Debütsingle I Know den ersten Hit, der in den Radiostationen jedoch eher mäßigen Erfolgs war. Er wurde als eines der Titelstücke des Kinofilms Love Vegas mit Cameron Diaz und Ashton Kutcher bekannt. Zudem war die Band der Supporting Act von Lenny Kravitz bei dessen Konzert im August 2008 in Hannover.

## Diskografie

### Alben
- Everything About (2008)

### Singles
- I Know (2008)
- Bigger than you (2008)